# Institut national du design packaging
« INDP » et « Indp » redirigent ici. Pour les autres significations, voir INDP (homonymie).
L'Institut national du design packaging (INDP) est une association à but non lucratif dont la vocation est de promouvoir le design packaging sur le plan national. Implantée à Cognac, elle est présidée par Fabrice Peltier, fondateur de l'agence P'Reference et de la Designpack Gallery.

## Design packaging
Designare, terme latin signifiant « marquer d'un signe distinctif », voici l'origine du mot design. Il permet alors d'intervenir sur la forme, l'usage et le sens que l'on choisit de donner aux objets, aux images, aux espaces, aux services, aux produits numériques…
Les champs d’intervention du design sont aujourd’hui multiples : design d’objet, design graphique, design d’espace, design numérique… ou encore design packaging. En majorité, le design des packagings est renouvelé entre 1 et 4 ans via une agence de design ou un service dédié dans une entreprise. La dernière tendance de ces renouvellements est principalement orientée vers un packaging responsable où les notions de « recyclabilité », de fin de vie du produit, de gaspillage et de transport sont prises en compte. Mais les informations concernant le design packaging semblent encore manquer aux entrepreneurs. Ils sont à la recherche de renseignements concernant les nouveautés et nouvelles tendances.

## Histoire de l’INDP
Fabrice Peltier et Jean-Christophe Boulard, directeur d'Atlanpack, se sont rencontrés lors d'une manifestation professionnelle dédiée à l'emballage de luxe, à Cognac. À l'occasion de celle-ci, ils ont pu prendre conscience de l’expertise et de la ressource dont dispose la région cognaçaise. Les échanges avec les partenaires et les experts industriels ont montré les besoins du secteur et les opportunités au niveau national de développer la reconnaissance et l’animation du design packaging. L'INDP a alors été créé en 2003 en tant qu'association loi 1901 par Fabrice Peltier et Jean-Christophe Boulard.

### Étude et publications
L’Institut National du Design Packaging (INDP) est spécialisé dans la promotion du design packaging. Cette association réalise des études liées au packaging. En 2004, elle a mené une enquête sur les performances commerciales du couple produit/packaging sur le marché des vins. L'INDP publie régulièrement des chroniques dans la presse professionnelle, notamment dans Emballages Magazine.

### Organisation d'événements
L'INDP organise chaque année des événements liés au design packaging. 
- Pack Design : congrès thématique[4],[5]
- Design Spirit : rencontres annuelles sur le design packaging et le design produit associés à l'univers du luxe et des arts verriers[6]
- Freepack : concours biennal ouvert aux étudiants en écoles de design et conception d'emballages. Il a pour vocation de promouvoir les formations et de valoriser les créations des futurs designers packaging[7],[8]